# Jacarezinho (escola de samba)
O Grêmio Recreativo Escola de Samba Jacarezinho é uma escola de samba da cidade de Brasília de Minas, Minas Gerais, e originou-se em 1974, pelo grupo amigos: Carlos Wallace Cardoso Costa, Antônio Geraldo Pinto Coelho (Adim), Ricardo Antunes Peixoto e Luiz Carlos Botelho na residência do José Cardoso da Cruz e depois no bar do Manoel Pinto Coelho (Nozinho do Vasco).
A formação de blocos  da Jacarezinho teve sua origem também num grupo de jovens liderados por Zilca Rodrigues, Iracema Veloso, Ricardo Antunes Peixoto e Jânio Marcos Pereira Araújo, que saíram fantasiados, sambando pelas ruas, fantasiados em sua maioria pela cor verde.É polêmico o nome da escola, pois uns atribuem-no ao bairro Jacaré, onde a escola concentrava-se para os desfiles; outros, às primeiras letras dos fundadores da bateriada escola.
A agremiação tradicional do Carnaval da cidade a Grande Rio do Serrado como é chamada pela imprensa local, esteve afastada dos desfiles entre 1995 e 2007, voltando em 2008 para competir com sua tradicional rival, a Bramoc.
Em 2012, ambas as escolas novamente desfilaram, sem competição.

## Lista de ex-presidentes
1. Jânio Marcos Pereira de Araújo
2. José Sinésio Botelho
3. José Carlos Pereira
4. Juscelino de Matos Miranda